# 1984 (film 1984)
1984 (ang. Nineteen Eighty Four) – ekranizacja powieści George’a Orwella, jednej z najbardziej znanych antyutopii w literaturze.
Właścicielka praw autorskich, wdowa po Orwellu, Sonia Brownell, krótko przed swą śmiercią w 1980 zgodziła się na nakręcenie filmu, stawiając warunek, by nie używano w nim żadnych efektów specjalnych.
Film był kręcony w okresie od kwietnia do czerwca 1984 r. Część scen została nakręcona dokładnie w miejscach i o czasie zanotowanym w dzienniku Winstona Smitha (np. 4 kwietnia 1984 r.). Film kręcono np. w londyńskim Alexandra Palace, elektrowni Battersea czy przy Cheshire Street w dzielnicy East End (opisywanej w książce Na dnie w Paryżu i w Londynie). Sceny wiejskie kręcono w okolicach Devizes (hrabstwo Wiltshire).
Swoją ostatnią rolę zagrał tu Richard Burton.
Wizerunek Wielkiego Brata ma twarz nieprofesjonalnego aktora Boba Flaga, wyłonionego w drodze castingu.
Film zdobył nagrodę Evening Standard British Film Award dla najlepszego brytyjskiego filmu roku.
Ścieżkę dźwiękową do filmu nagrał brytyjski zespół Eurythmics. Została ona zatytułowana 1984 (For the Love of Big Brother).
W Polsce, film podobnie jak inne dzieła Orwella był objęty cenzurą aż do upadku komunizmu. Eurokadr wydał go na kasetach VHS w 1991 roku.

## Obsada
- John Hurt – Winston Smith
- Richard Burton – O’Brien
- Suzanna Hamilton – Julia
- Cyril Cusack – Pan Charrington
- Gregor Fisher – Parsons